# Ilha de Maiandeua
Ilha de Maiandeua, ou APA Algodoal/Maiandeua (do tupi: "mãe da terra") popularmente conhecida por Ilha de Algodoal, é uma ilha brasileira localizada no município brasileiro de Maracanã (estado do Pará), Região Geográfica de Castanhal.
A Área de Proteção Ambiental Algodoal/Maiandeua foi a primeira Unidade de Conservação (UC) criada no litoral do estado do Pará, e é formada por quatro vilas: Camboinha, Fortalezinha, Mocooca e Algodoal.

## Toponomia
O termo "maiandeua" topologicamente tem origem na língua tupi e significa "Mãe da Terra".
A ilha é popularmente chamada de Algodoal - nome da maior das quatro vilas que formam a Área de Proteção Ambiental - em virtude da abundância da planta nativa chamada algodão de seda na região, cujas sementes, com filetes brancos, são dispersas ao vento lembrando o algodão. Apelido dado por pescadores, que lá chegaram na década de 1920.

## História
De acordo com a pesquisadora universitária Helena Dóris Quaresma, as primeiras ocupações em Maiandeua foram registradas por volta da década de 1920, com a criação de ranchos de pesca para a pesca artesanal e coleta de mariscos.

## Geografia

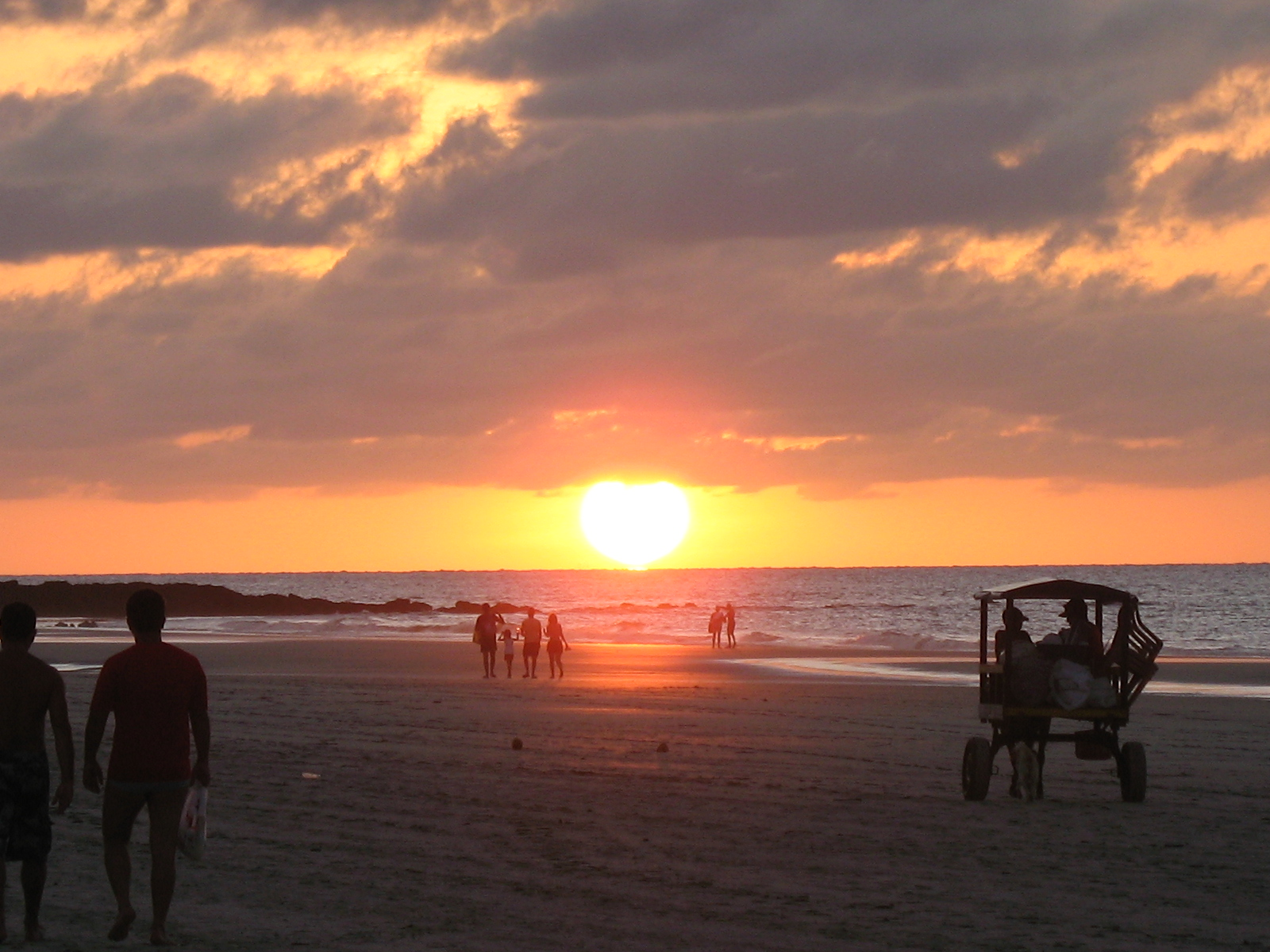
Pôr do sol na praia da Pricesa na vila de Maiandeua.

A ilha é formada por quatro vilas, além de Algodoal, as outras são: Fortalezinha, Camboinha e Mocooca. Separadas entre si por porções de manguezais e seccionadas em alguns pontos por canais de maré.
Os 19 km² da Ilha de Algodoal são marcados pela tranquilidade e natureza bucólica. A comunidade da ilha é formada por pessoas simples, que vivem basicamente da pesca, da agricultura de subsistência e, do turismo.

## Infraestrutura

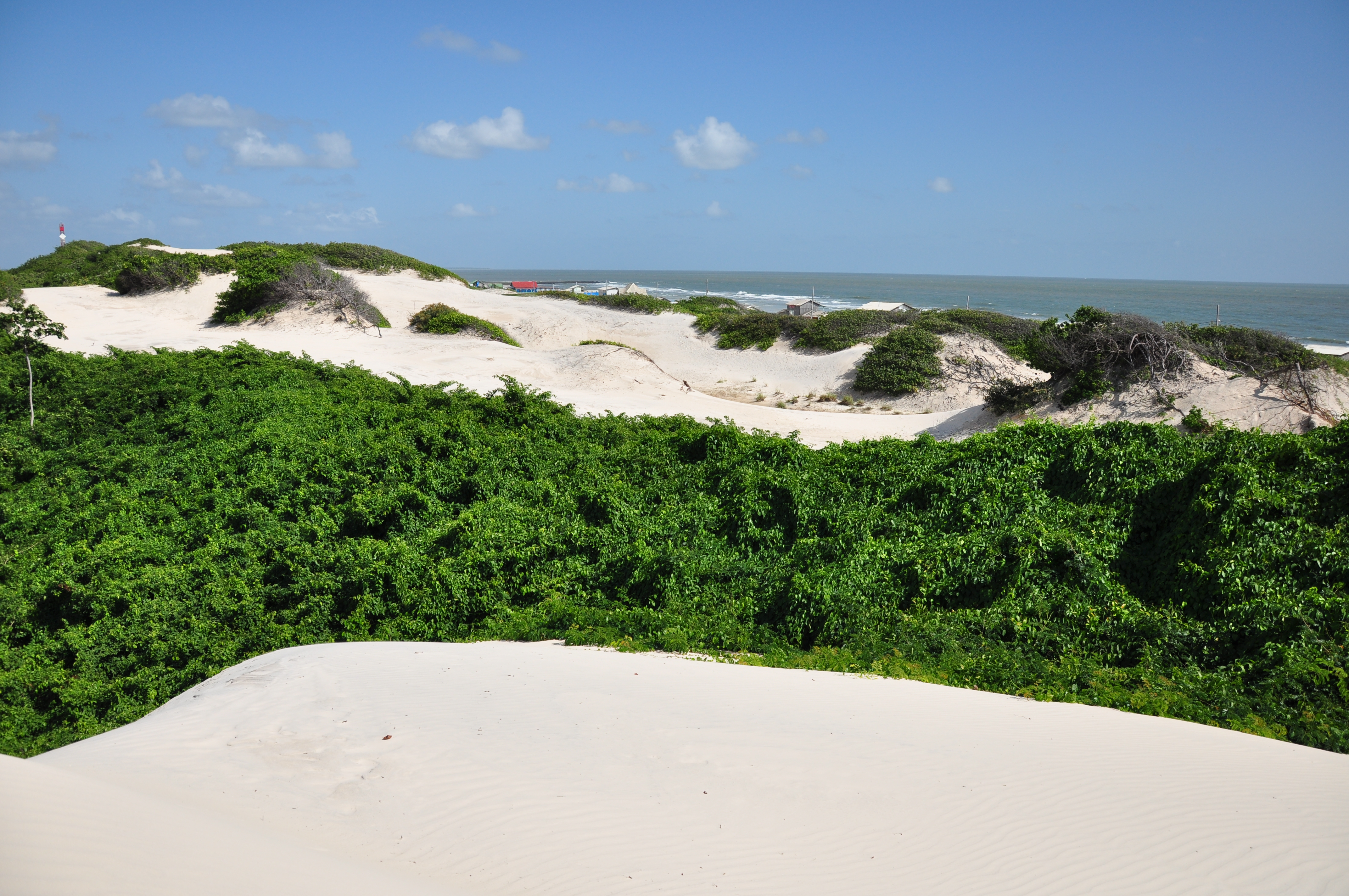
Dunas da Princesa.

A energia elétrica somente foi introduzida na ilha em janeiro de 2005 e o abastecimento de água é realizado por meio de poços artesianos que fornecem água de excelente qualidade.
Os meios de transporte existentes são a bicicleta, o barco (a motor ou a remo) e a carroça puxada por cavalo. Veículos terrestres motorizados não podem entrar na ilha.
A vila de Algodoal é a principal por ser a maior, a que possui a melhor infraestrutura para acomodação de turistas. Um dos bairros, o Kamambá, recebeu esse nome para homenagear um dos primeiros habitantes da ilha e filho de escravos, o Srº João, mais conhecido como Kamambá.

## Área de Proteção Ambiental
A lei estadual 5.621 de 27 de novembro de 1990 criou a Área de Proteção Ambiental Algodoal/Maiandeua com a área de 2.378 hectares.
Algumas atividades são proibidas no local:
- A implantação e o funcionamento de indústrias potencialmente poluidoras;
- A realização de obras de terraplenagem e a abertura de canais;
- Atividades que possam provocar erosão das terras ou assoreamento das condições hídricas;
- Atividades que ameacem extinguir as espécies da biota regional, como caça e pesca;
- O uso de biocidas (pesticida, herbicida, etc) quando indiscriminado ou em desacordo com as normas ou recomendações técnicas oficiais.

Segundo o Art. 15, da Lei n° 9.985/2000, que criou o Sistema Nacional de Unidades de Conservação, Área de Proteção Ambiental é uma área em geral extensa, com um certo grau de ocupação humana, dotada de atributos abióticos, bióticos, estéticos ou culturais especialmente importantes para a qualidade de vida e o bem-estar das populações humanas, e tem como objetivos básicos proteger a diversidade biológica, disciplinar o processo de ocupação e assegurar a sustentabilidade do uso dos recursos naturais.

## Turismo
Algodoal ainda é um local rústico, devido ser uma vila de pescadores e área de proteção ambiental. Onde o turismo é alto na época de veraneio e feriados prologados, procurada por turista que valorizam o contato com a natureza, praias de água salgada, dunas e, sensação de liberdade.
Na vila a principal forma de hospedagem e o campismo e redário. Existe também a opção de pousadas, que apresentam preços bem diferenciados entre si,  pois algumas tem piscina e café da manhã tipo buffet. 

O transporte é preferencialmente a pé, mas também existem opções de charretes, canoas e pequenos barcos. 

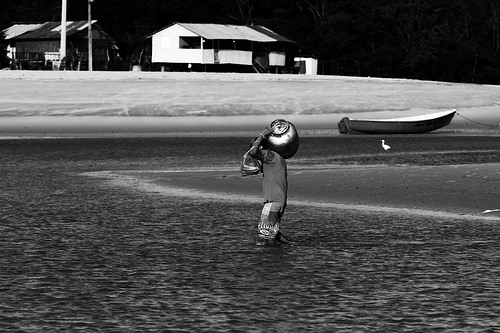
Morador transportando bujão de gás.

Os preços são um pouco elevados, devido não existir supermercados na ilha. Tudo é transportado via fluvial dos municípios próximos em pequenos barcos. Refeições em geral são basicamente o formato "prato feito". Os bares e restaurantes servem o básico: Cerveja, drinks, pratiqueira frita e petiscos.
As manhãs são quietas, os pescadores anunciam peixe fresco a partir das seis horas.
No final da tarde o local mais procurado é a praia da Princesa devido aos locais com música ao vivo (em maioria rock e reggae), onde existe um lago de água doce e preta, chamado lago da Princesa. O movimento vai até cerca das 23 horas, devido a ter poucas opções de hospedagem.
Durante a madrugada o movimento de turistas é maior na orla da vila, próximo das hospedagens, com presença de muitos bares com música ao vivo até ao amanhecer.

Para voltar é necessário atravessar um pequeno braço de rio, e a noite a maré sobe e as canoas acabam. Então antes disso a maioria das pessoas retorna à vila.

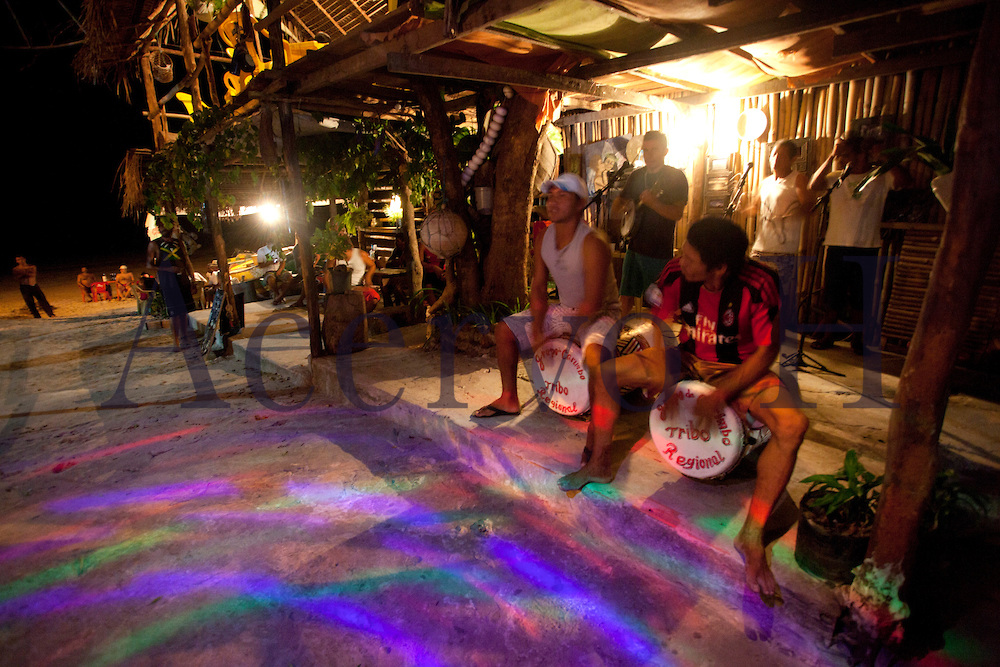
Mestres do carimbó

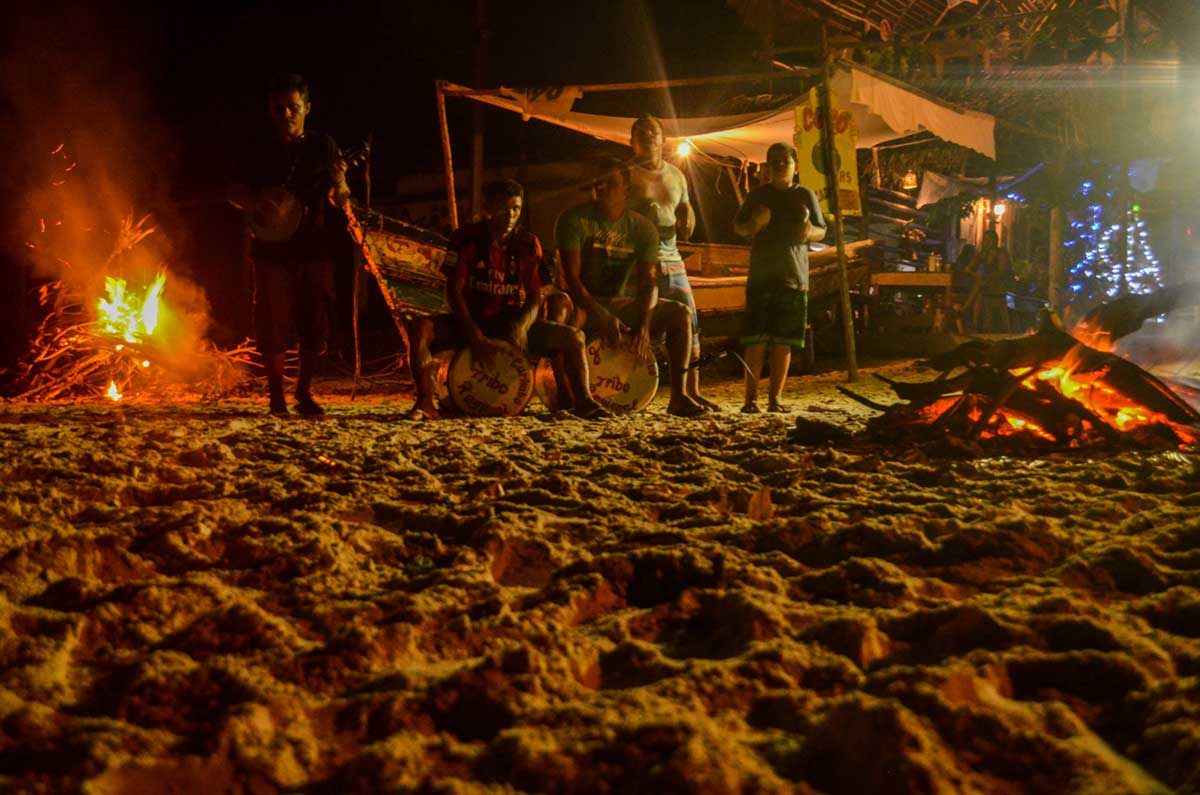
Algodoal a noite

Para chegar ao lago da Princesa (local de natureza intocada), após o último bar da praia da Princesa anda-se a pé ou de charrete nos aproximadamente 5 km na praia deserta, e em seguida mais 1 km de trilha até ao local. No local tem apenas uma cabana que vende salgadinhos simples, cerveja e refrigerante.

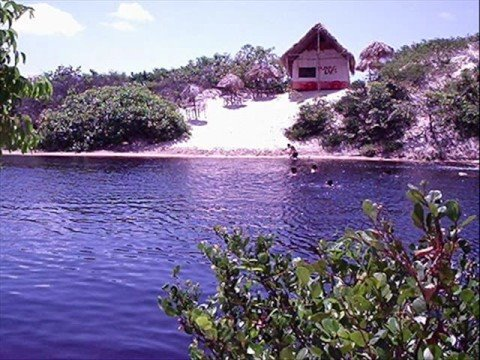
Lagoa da princesa.